# Evelyn McHale
Evelyn Francis McHale (20 septembre 1923 – 1er mai 1947) est une jeune comptable américaine qui s'est suicidée en sautant du 86e étage de l'Empire State Building le 1er mai 1947.
Son visage, resté intact dans le métal broyé de la limousine sur laquelle son corps chuta, a inspiré à Andy Warhol une des sérigraphies de Death and Disaster. Evelyn McHale a expliqué ce qui a été désigné comme « le plus beau des suicides », par un mot laissé, au lendemain d'une visite à son fiancé, l'ex-GI Barry Rhodes, sur la plate forme du quatre-vingt sixième étage : « I don't want anyone in or out of my family to see any part of me. Could you destroy my body by cremation? I beg of you and my family – don't have any service for me or remembrance for me. My fiance asked me to marry him in June. I don't think I would make a good wife for anybody. He is much better off without me. Tell my father, I have too many of my mother's tendencies. » ce qui peut être traduit en "Je veux que personne ne voie mon corps, pas même ma famille. Faites-le incinérer, détruisez-le. Je vous en supplie : pas de cérémonie, pas de tombe. Mon fiancé m’a demandé de l’épouser en juin prochain. Je pense que je ne ferai une bonne épouse pour personne. Il se portera bien mieux sans moi. Dites à mon père que je ressemble trop à ma mère.")